# Tanchelin
Tanchelin, Tanchelme ou encore Tanchelm d'Anvers, né en Zélande à une date inconnue et mort (assassiné) en 1115 à Anvers (Duché de Brabant) est un prédicateur illuminé, un prophète « communaliste » du début du XIIe siècle, connu surtout pour son anticléricalisme. Il fut condamné comme hérétique.

## Biographie
Tanchelin, dont on ne sait exactement s’il est moine ou laïc, commence à prêcher dans le nord de la France, en Flandre et en Brabant dès 1112. Il aurait fait partie de l'entourage du comte Robert II de Flandre (Robert de Jérusalem), dont il est peut-être officier ou notaire, qui avait suivi le duc Godefroy de Bouillon en Terre sainte. Mais spirituellement il appartient au mouvement de retour à la simplicité et pauvreté évangélique qui inspirera moins d'un siècle plus tard un François d'Assise en Italie et Dominique de Guzman en France méridionale.
Ses critiques sont dirigées vers l'Église. Il prône l'extension du diocèse de Thérouanne jusqu'à Utrecht, encourage le refus de payer la dîme et nie la validité des sacrements administrés par des prêtres indignes. Il opère aussi une distinction entre l'Église des simples - dont il se dit le représentant au nom de l'Esprit-Saint qu'il prétend incarner - à l'Église des clercs. Il s'oppose aux fastes et aux richesses inutiles de l'Église qu'il qualifie de 'bordel' et vante les mérites de la vie apostolique, pour lui synonyme de pauvreté. Enfin, il favorise les mariages librement consentis par les époux.  Ses diatribes lui attirent un entourage et la sympathie de beaucoup. Les autorités ecclésiastiques voient en lui un fanatique et dangereux hérétique. 

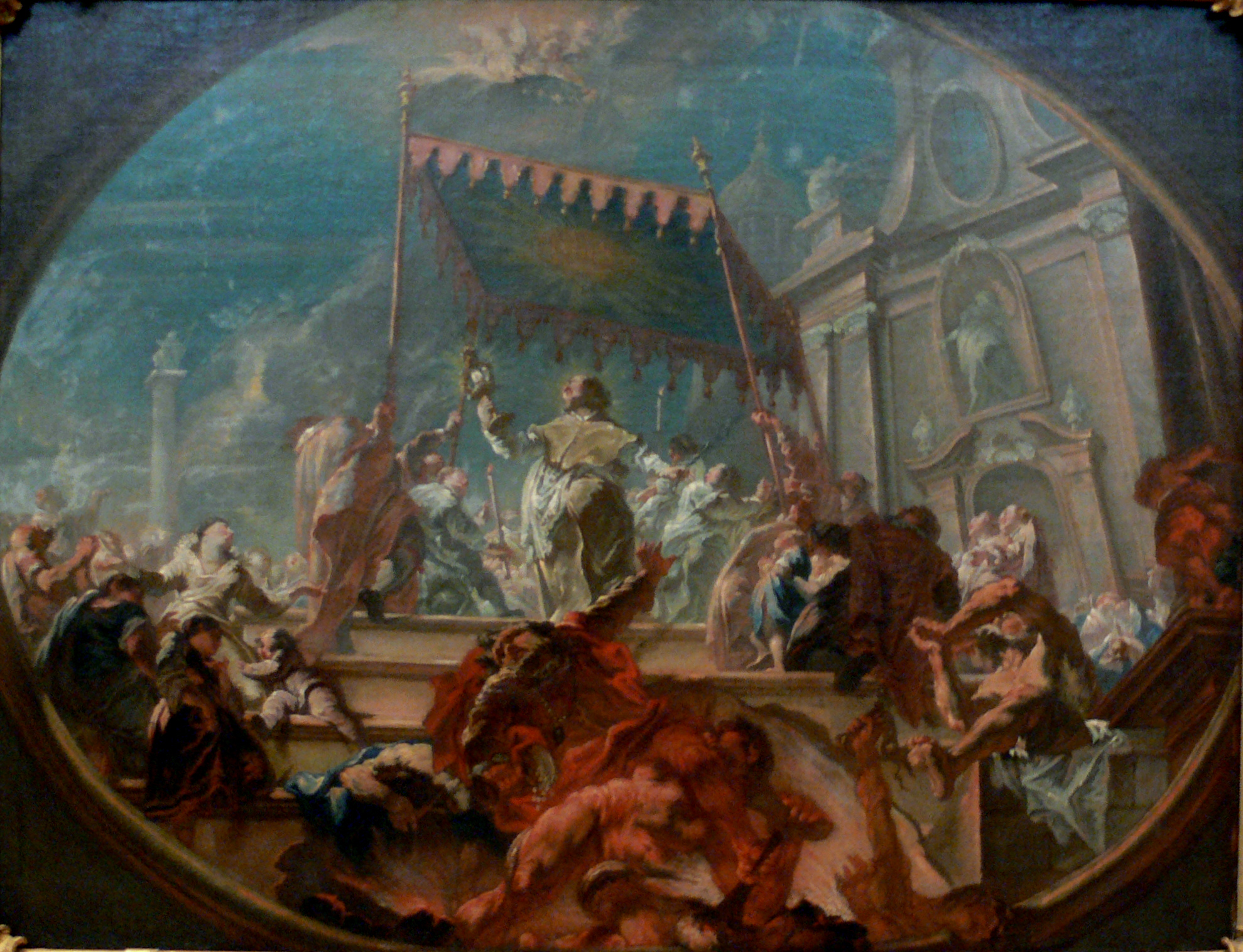
Saint Norbert triomphant sur le 'tanchélisme' (toile de Giuseppe Appiani).

Tanchelin tire parti d'un conflit d'intérêts entre le comte de  Flandre et l'archevêque d'Utrecht afin de soulever le peuple anversois contre son clergé corrompu. Il dirige Anvers au nom de Dieu, s'entoure d'une garde armée et à sa dévotion et multiplie les sermons enflammés dans une ambiance d'hystérie. On l’accuse de créer un culte autour de sa personne. Emprisonné à Cologne en 1113-1114, il est libéré malgré les protestations des chanoines d'Utrecht. Finalement, il est assassiné en 1115 par un prêtre catholique ‘au zèle excessif’, alors qu'il traverse l'Escaut à Anvers. 
Toutefois ses adeptes conservent le pouvoir dans la ville portuaire et le ‘tanchélisme’ continue à avoir de l’influence. Aussi, en 1124, Burchard, évêque de Cambrai, invite-t-il Norbert de Xanten et ses disciples à ouvrir une maison à Anvers. La prédication des chanoines prémontrés sous la direction de Waltman d’Anvers, premier abbé de l’abbaye Saint-Michel contribue à rétablir une dévotion eucharistique et à restaurer l'autorité du clergé.

## Iconographie
- Projet de décor de Joseph Ignaz Appiani, huile sur toile, Munich, Bayerisches Nationalmuseum.
- Esquisse de Pieter Paul Rubens, pour une sculpture de Johannes  van Mildert, de nos jours à Zundert, église Saint-Trudon. Cf. P. C. Sutton, Drawn by the Brush: Oil Sketches by Peter Paul Rubens, catalogue d'exposition, Greenwich, Connecticut, 2005, pp. 134-137, cat. no. 13, reproduit p. 135. Cette esquisse est proposée à la  vente par Sotheby's fin janvier 2016, n° 31 .